# Schönau (Bad Münstereifel)
Schönau (die schöne Aue) ist ein Stadtteil von Bad Münstereifel im Kreis Euskirchen, Nordrhein-Westfalen.

## Geographie

### Lage
Schönau befindet sich im Nordosten der Eifel, etwa fünf km südlich des Zentrums von Bad Münstereifel. Der Ort liegt eingebettet im Naturraum Nordeifel rund drei km westlich des Michelsbergs (586,1 m ü. NHN) im Tal der Oberen Erft. Von Süden aus Richtung Langscheid erfolgt der Zufluss des Dreisbach (mundartlich: die Dreisbach).

### Klima
Schönau gehört zum Regenschattengebiet der Osteifel (im Lee der westlichen Hocheifel und Schneifel) und weist deswegen nur durchschnittliche Jahresniederschläge von 700 bis 800 mm auf. Liegt Schönau bei Südwestwetterlagen noch im Lee, ändert sich dies schnell bei Nord/Nordost/Ostwetterlagen. Durch diese Winde werden Wolken gegen die Eifel gedrückt und regnen sich als Steigungsregen aus. Unwetterartige Regen/- bzw. im Winter auch Schneefälle sind die Folge.
Im Ort herrscht im Jahresdurchschnitt eine Lufttemperatur von 7,0 bis 7,5 °C, eine Julitemperatur von etwa 15 °C. Die Länge der Vegetationszeit liegt bei 130 bis 140 Tagen. Der mittlere Beginn der Apfelblüte ist am 10. bis 20. Mai. Die Winterroggenernte beginnt am 29. Juli bis 8. August.
Durch seine topografische Lage in einem Talkessel kühlt die Luft in klaren Nächten über Schönau stark aus. Dadurch, dass warme Luftmassen in klaren Nächten abstrahlen und die kühle, schwere Luft ins Tal abfließt, sind in Schönau schon des Öfteren die tiefsten Temperaturen von Nordrhein-Westfalen gemessen worden.

## Geschichte
Bereits in der Frühzeit zog es die Menschen auf den in der Nähe gelegenen Michelsberg, der höchsten Erhebung der Nordeifel. Zahlreiche Artefaktfunde von dort belegen, dass bereits in der Mittelsteinzeit (9600–5500/4500 v. Chr.) Menschen als Jäger und Sammler in dieser Gegend lebten. Eine Siedlung der Jungsteinzeit (5500/4500–2000 v. Chr.) ist auf einem Höhenzug bei Schönau in der Gemarkung Op de Pöhle durch Werkzeuge wie Klingen u. a. aus Feuerstein nachgewiesen. Die Herkunftsorte des Materials reichen bis nach Belgien (Obourg bei Mons) und den Niederlanden (Rijckholt). Die prähistorischen Artefakte befinden sich im Hürten-Museum in Bad Münstereifel.
Die erste urkundliche Erwähnung Schönaus erfolgte 893 im Prümer Urbar. Laut Urbar besaß die Abtei Prüm 893 in Schönau drei Mansen und neun Iugera. Außerdem gab es damals in Schönau noch einen Herrenhof mit dazugehörigem Herrenland. In der noch erhaltenen kommentierten Abschrift des Prümer Urbars aus dem Jahre 1222 geht hervor, dass im Jahr 1222 Schönau als Lehen Prüms im Besitz der Grafen von Vianden und Grafen von Jülich war. Später ging Schönau vollständig in den Besitz der Grafen von Jülich und Vianden über.
Die aus dem Mittelalter stammende Pfarrkirche St. Goar wurde in den Jahren 1886 und 1887 durch einen Erweiterungsbau vergrößert.
Der Schönauer Besitz der Grafen von Vianden ging an die Nebenlinie Schönecken, beginnend mit Friedrich von Schönecken. 1343 ging dieser Besitz dann von Hartrad von Schönecken als Lehen an Johann von Blankenheim über. 1507 gab es in Schönau 22 Blankenheimer Lehenshöfe. Landesherrlich gehörte Schönau zu dieser Zeit zum Herzogtum Jülich (Amt Münstereifel).

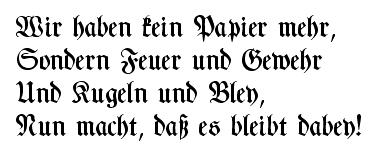
Schlussverse aus dem 3. Brandbrief des Räubers Johann Müller aus Schönau

Während der Franzosenzeit machte der Räuber Johann Müller aus Schönau die umliegenden Dörfer unsicher, der 1798 eine Schönauer Bäuerin bei einem Überfall verletzte und einen französischen Fuhrknecht ermordete. Nachdem er dem Bauern Joseph Pfahl aus Esch einen Ochsen gestohlen hatte, erpresste er die Bürger von Esch und Soller mit Brandbriefen, in denen er drohte, ihre Orte niederzubrennen. Wegen seines Franzosenhasses wurde er in Teilen der Bevölkerung als ein neuer Robin Hood angesehen. Die Verse in seinem Brandbrief an die Bürger von Soller bezeugen ihn, sofern sie authentisch sind, außerdem als Gelegenheitsdichter. Nach 19 Monaten Haft wurde Müller am 18. November 1801 in Koblenz hingerichtet.
Im Jahr 1908 wurde die Freiwillige Feuerwehr Schönau gegründet.
Am 1. Juli 1969 wurde die bis dahin eigenständige Gemeinde Schönau nach Bad Münstereifel eingemeindet.

## Sehenswertes
Sehenswert sind die alten Fachwerkhäuser und Dorfstraßen von Schönau im Altdorf.

## Verkehr
Die VRS-Buslinien 819 und 822 der RVK verbinden den Ort mit Bad Münstereifel und weiteren Nachbarorten, überwiegend als TaxiBusPlus im Bedarfsverkehr.
| Linie | Verlauf |
| ----- | --- |
| 819   | MiKE (außer im Schülerverkehr): Bad Münstereifel Bf – Bad Münstereifel Eifelbad – Eicherscheid – Schönau – Mahlberg – Reckerscheid – Willerscheid – Soller – Hummerzheim – Odesheim – Hünkhoven – Rupperath |
| 822   | MiKE (außer im Schülerverkehr): (Bad Münstereifel Gewerbegeb./Ärzteh. →/ Rathaus ←) Bad Münstereifel Bf – Eifelbad – Eicherscheid – Langscheid / Vollmert – Schönau – (Mahlberg ←) Wasserscheide – Esch – Honerath – Berresheim – Hardtbrücke – Ellesheim – Mutscheid – Nitterscheid – Sasserath – Hilterscheid – Ohlerath (– Rupperath / Wershofen) |